# Плавунцы-тинники
Плавунцы-тинники, или тинники (лат. Ilybius) — род жесткокрылых семейства плавунцов.

## Описание
Жуки маленьких и средних размеров, в длину достигающие от 7 до 14 мм. Тело сильно выпуклое, верх чёрный или бронзовый, иногда с жёлтой боковой каймой.

## Экология
Обитают преимущественно в стоячих водоёмах.

## Перечень видов
Некоторые виды рода:
- Ilybius aenescens C.G. Thomson, 1870
- Ilybius albarracinensis (Fery, 1986)
- Ilybius angustior (Gyllenhal, 1808)
- Ilybius ater (De Geer, 1774)
- Ilybius chalconatus (Panzer, 1797)
- Ilybius cinctus Sharp, 1878
- Ilybius crassus C.G. Thomson, 1854
- Ilybius dettneri (Fery, 1986)
- Ilybius erichsoni (Gemminger & Harold, 1868)
- Ilybius fenestratus (Fabricius, 1781)
- Ilybius fuliginosus (Fabricius, 1792)
- Ilybius guttiger (Gyllenhal, 1808)
- Ilybius hozgargantae (Burmeister, 1983)
- Ilybius jaechi (Fery & Nilsson, 1993)
- Ilybius lagabrunensis (Schizzerotto & Fery, 1990)
- Ilybius meridionalis Aubé, 1837
- Ilybius montanus (Stephens, 1828)
- Ilybius neglectus (Erichson, 1837)
- Ilybius opacus (Aubé, 1837)
- Ilybius pederzanii (Fery & Nilsson, 1993)
- Ilybius picipes (Kirby, 1837)
- Ilybius pseudoneglectus (Franciscolo, 1972)
- Ilybius quadriguttatus (Boisduval & Lacordaire, 1835)
- Ilybius samokovi (Fery & Nilsson, 1993)
- Ilybius satunini (Zaitzev, 1913)
- Ilybius similis C.G. Thomson, 1854
- Ilybius subaeneus Erichson, 1837
- Ilybius subtilis (Erichson, 1837)
- Ilybius vittiger (Gyllenhal, 1827)
- Ilybius wasastjernae (C. R. Sahlberg, 1824)